# André Gide
André Paul Guillaume Gide (ur. 22 listopada 1869 w Paryżu, zm. 19 lutego 1951 tamże) – francuski prozaik; laureat Nagrody Nobla w dziedzinie literatury (1947); w uzasadnieniu napisano: „za jego wszechstronną i znaczącą twórczość, w której problemy i uwarunkowania ludzkiej egzystencji zostały przedstawione z nieulękłym umiłowaniem prawdy i psychologiczną przenikliwością”.

## Życiorys
Urodził się w rodzinie protestanckiej. W pewnym okresie swego życia skłaniał się ku katolicyzmowi, który wkrótce odrzucił. Napisał nawet uznaną za bluźnierczą powieść Lochy Watykanu (1914). W pierwszej połowie XX w. był pisarzem światowej sławy. Najważniejszymi dziełami w jego twórczości są Lochy Watykanu (1914), Immoralista (1902), Fałszerze (1925) i Dziennik (1939–1950). 
Wyrażał skrajny indywidualizm i odrzucenie tradycyjnych norm moralnych. Przez pewien okres swego życia zafascynowany był komunizmem. Jednak po podróży do ZSRR zmienił poglądy. Jego krytyka ZSRR wywołała falę odpowiedzi, np. Romaina Rollanda czy Stanislava Kostki Neumanna. 
Gide tworzył narrację w oparciu o wiele współistniejących wątków. Postacie kreowane przez Gide'a dążyły do wyzwolenia się z niewidzialnych ograniczeń determinującego je świata.
Był bliskim przyjacielem Paula Valéry’ego, któremu zadedykował niektóre ze swych wczesnych utworów. Silny wpływ na twórczość Gide'a wywarły dzieła Fiodora Dostojewskiego i Friedricha Nietzschego. On sam wpłynął na twórczość Jeana Paula Sartre’a i Alberta Camusa.
Po dojściu Hitlera do władzy w Niemczech wśród około 20 000 spalonych książek znalazły się dzieła André Gide'a.
Dzieła pisarza zostały umieszczone przez Kościół katolicki – już po jego śmierci – w Indeksie Ksiąg Zakazanych. Był członkiem ruchu antyimperialistycznego we Francji w okresie międzywojennym. Był też biseksualistą i prekursorem ruchu homoseksualnego we Francji.

## Publikacje
- Kajety André Waltera (1891)
- Traktat o Narcyzie (1891)
- Podróż Uriana (1893)
- Mokradła (1895)
- Pokarmy ziemskie (1897)
- Prometeusz źle skowany (1899)
- Filoktet (1899)
- Król Kandaules (1901)
- Preteksty (1903)
- Nowe preteksty (1911)
- Saul (1896)
- Immoralista (1902)
- Ciasna brama (1909)
- Lochy Watykanu (1914)
- Symfonia pastoralna (1919)
- Korydon (1924)
- Skąd ty... (1926)
- Jeżeli nie umiera ziarno (1926)
- Fałszerze (1926)
- Podróż do Konga (1927)
- Powrót z Czadu (1928)
- Powrót z ZSRR (1936)
- Poprawki do mojego Powrotu z ZSRR (1937)
- Tezeusz (1946)
- Dzienniki (1950)
- Niechaj tak będzie